# (9703) Sussenbach
(9703) Sussenbach (3146 T-2) – planetoida z pasa głównego asteroid okrążająca Słońce w ciągu 3,56 lat w średniej odległości 2,33 j.a. Odkryta 30 września 1973 roku.